# Pièces de monnaie en franc luxembourgeois
Les pièces de monnaie luxembourgeoises sont une des représentations physiques, avec les billets de banque, de la monnaie du Grand-Duché de Luxembourg.

## L'unité monétaire luxembourgeoise
Le franc luxembourgeois (LUF) est l'ancienne devise  du Grand-Duché de Luxembourg de 1848 à 2002, date laquelle elle fut remplacée par l'euro.
Le franc était divisé en 100 centimes.

## Les pièces de monnaie du Luxembourg

### Règne deGuillaume IIIroi des Pays-Bas et grand-duc de Luxembourg (1849-1890)
- La pièce (1855) de 5 centimes
  - Sur l'avers apparaît les armoiries du Grand-Duché avec la légende, GRAND-DUCHE DE LUXEMBOURG
  - Sur le revers, la valeur de la pièce, 5 CENTIMES, et le millésime.
- La pièce (1860) de 10 centimes
  - Sur l'avers apparaît les armoiries du Grand-Duché avec la légende, GRAND-DUCHE DE LUXEMBOURG
  - Sur le revers, la valeur de la pièce, 10 CENTIMES, et le millésime.
- La pièce (1865) de 10 centimes
  - Sur l'avers apparaît les armoiries du Grand-Duché avec la légende, GRAND-DUCHE DE LUXEMBOURG
  - Sur le revers, la valeur de la pièce, 10 CENTIMES, et le millésime.
- La pièce (1870) de 10 centimes
  - Sur l'avers apparaît les armoiries du Grand-Duché avec la légende, GRAND-DUCHE DE LUXEMBOURG
  - Sur le revers, la valeur de la pièce, 10 CENTIMES, et le millésime.

### Règne deAdolphegrand-duc de Luxembourg (1890-1905)
- La pièce (1901) de 10 centimes
  - Sur l'avers apparaît la tête du grand-duc avec la légende, ADOLPHE GRAND DUC DE LUXEMBOURG, et le millésime.
  - Sur le revers, la valeur de la pièce, 10 CENTIMES.

### Règne deGuillaume IVgrand-duc de Luxembourg (1905-1912)
- La pièce (1908) de 2 1/2 centimes
  - Sur l'avers apparaît les armoiries du Grand-Duché avec la légende, GRAND-DUCHE DE LUXEMBOURG
  - Sur le revers, la valeur de la pièce, 2 1/2 CENTIMES, et le millésime.

### Règne deMarie-Adélaïdegrande-duchesse de Luxembourg (1912-1919)
- La pièce (1918) de 10 centimes en acier
  - Sur l'avers apparaît les armoiries du Grand-Duché avec la légende, GRAND DUCHÉ DE LUXEMBOURG, et le millésime.
  - Sur le revers, la valeur de la pièce, 10 CES.

### Règne deCharlottegrande-duchesse de Luxembourg (1919-1964)
- La pièce (1920) de 25 centimes en acier
  - Sur l'avers apparaît les armoiries du Grand-Duché avec la légende, GRAND DUCHÉ DE LUXEMBOURG, et le millésime.
  - Sur le revers, la valeur de la pièce, 25 CES.
- La pièce (1924) de 2 francs
  - Sur l'avers apparaît les insignes de la grande-duchesse avec la légende, LUXEMBOURG
  - Sur le revers, une image du Feiersteppler, la légende, BON POUR, la valeur de la pièce, 2 F, et le millésime.
- La pièce (1927) de 25 centimes
  - Sur l'avers apparaît les armoiries du Grand-Duché avec la légende, LUXEMBOURG
  - Sur le revers, la valeur de la pièce, 25 CTS, et le millésime.
- La pièce (1928) de 1 franc
  - Sur l'avers apparaît les insignes de la grande-duchesse avec la légende, LUXEMBOURG
  - Sur le revers, une image du Feiersteppler, la légende, BON POUR, la valeur de la pièce, 1 F, et le millésime.
- La pièce (1930) de 5 centimes en bronze
  - Sur l'avers apparaît la tête de la grande-duchesse avec la légende, CHARLOTTE GRANDE-DUCHESSE DE LUXEMBOURG.
  - Sur le revers, la valeur de la pièce, 5 CENTIMES.
- La pièce (1930) de 10 centimes
  - Sur l'avers apparaît la tête de la grande-duchesse avec la légende, CHARLOTTE GRANDE-DUCHESSE DE LUXEMBOURG.
  - Sur le revers, la valeur de la pièce, 10 CENTIMES.
- La pièce (1949) de 5 francs en cupro-nickel
- La pièce (1946-1947) de 1 franc en cupro-nickel
  - Sur l'avers apparaît les insignes de la grande-duchesse et la valeur de la pièce, 1 F.
  - Sur le revers, une image du Feiersteppler, la légende, LETZEBURG et le millésime.
- La pièce (1946-1947) de 25 centimes en bronze
  - Sur l'avers apparaît les armoiries du Grand-Duché avec la légende, LETZEBURG
  - Sur le revers, la valeur de la pièce, 25 CMES, et le millésime.
- La pièce (1962) de 5 francs en cupro-nickel
  - Sur l'avers apparaît la tête de la grande-duchesse avec la légende, CHARLOTTE GRANDE-DUCHESSE DE LUXEMBOURG, et le millésime.
  - Sur le revers, les armoiries du Grand-Duché avec la légende, GRAND-DUCHE DE LUXEMBOURG et la valeur de la pièce, 5 F.
- La pièce (1952) de 1 franc en cupro-nickel
- La pièce (1953-1964) de 1 franc en cupro-nickel
- La pièce (1954-1970) de 25 centimes en aluminium

### Règne deJeangrand-duc de Luxembourg (1964-2000)
- La première émission comprend, entre autres, une pièce de 25 centimes
  - Sur l'avers apparaît les armoiries du Grand-Duché avec la légende, LETZEBUERG [3]
  - Sur le revers, la valeur de la pièce, 25 centimes.
- La deuxième émission (1965-1989) comprend cinq pièces (50 francs, 20 francs, 10 francs, 5 francs et 1 franc).
  - Sur l'avers apparaît la tête du grand-duc avec la légende, JEAN GRAND-DUC DE LUXEMBOURG.
  - Sur le revers, la valeur de la pièce sans légende.
- La troisième et dernière émission date des années 1988-1990. Les pièces de 50 francs, 20 francs et 5 francs ont été redessinées; la pièce d'1 franc a été réduite en taille en raison de la réduction similaire en Belgique et aux accords belgo-luxembourgeois de 1935 en matière monétaire (le franc belge et le franc luxembourgeois circulant librement dans les 2 pays à valeur égale), et redessinée par la même occasion. 
  - Sur l'avers apparaît toujours la tête du grand-duc avec la légende, JEAN GRAND-DUC DE LUXEMBOURG.
  - Sur le revers, la valeur de la pièce avec comme légende, LETZEBUERG.

### Règne deHenrigrand-duc de Luxembourg (2000-    )
- Les pièces en francs luxembourgeois ont fait place à l'euro